# هانری دالمانی

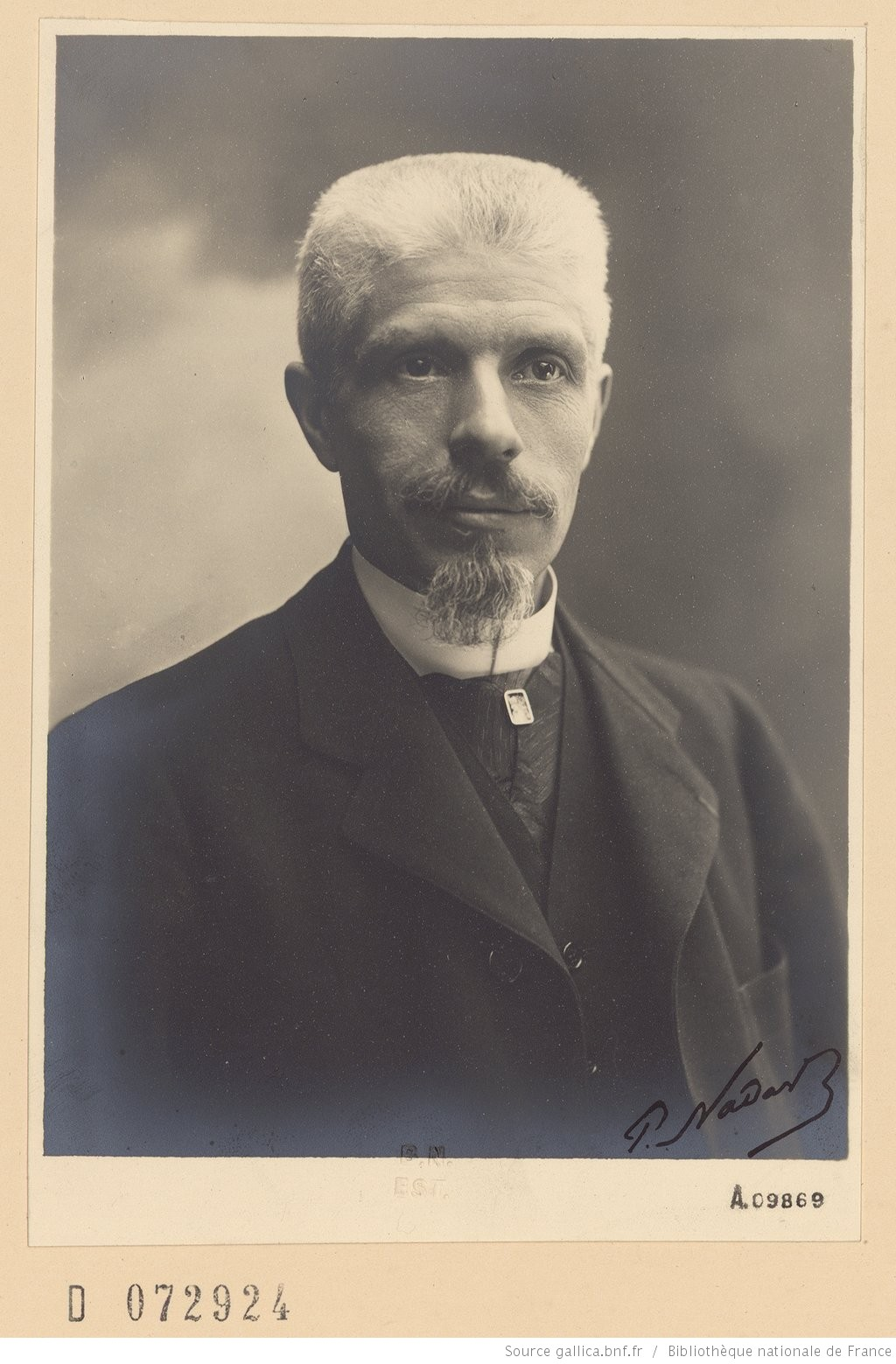

هانری رنه د المانی (۱۸۶۳–۱۹۵۰) کتابدار، تاریخ‌نگار، هنرشناس آذینی فرانسوی بود. از برای دلبستگی بسیارش به وسیله‌های عتیقه، سفرهایی به کشورهای مشرق زمین انجام داد.

## سفرها
در سال ۱۸۹۸م از شهرهای سمرقند، بخارا، خیوه و عشق آباد بازدید کرد. او در این سفر آثار هنری از جمله قالی، منسوجات زربافت و اشیاء فلزی قدیمی را جمع‌آوری کرد و با خود به فرانسه برد. وی سال بعد به فکر سفر به ایران افتاد و دو سفر به این سرزمین داشت.

## مشاهدات در ایران

### فساد
«در ایران مانند دیگر کشورهای قدیمی، مقاطعه‌کاری که انجام کلیه کارهای ساختمان یک بنا را برعهده بگیرد، غالبا هدفی جز خالی کردن جیب مشتری ندارد. کسی هم که مباشری جهت حفظ منافع خویش انتخاب می‌کند، کم و بیش مطمئن است که این مباشر نیز یا سر به هوا خواهد بود و یا دغلکار؛ که در صورت اول، چشم‌ بسته، هرچه را که مصالح‌فروشان در اختیارش بگذارند خواهد پذیرفت؛ و در صورت دوم، برعکس، با کارگران مختلف زد و بند کرده و آگاهانه اربابش را خواهد چاپید.»

### خلقیات ایرانیان
ایرانى سعی میکند از سنن و عادات نیاکان خود دست نکشد و بجاى اینکه از آداب و رسوم فاتحان تقلید کند، کوشش کرده آنها را به آداب و اخلاق خود آشنا سازد و از  این حیث بر آنها مسلط شود.  ... اگر ایرانى به واسطه استعمال تریاک فاسد نشود، بسیار باهوش است و نیروى فهم و ادراکش قوى است، به سهولت متجانس می‌شود؛ اما قوه ابتکارش کم است.  ایرانیان عموما متجسس و داراى افکار معنوى و فلسفى هستند؛  رویایى و خیالباف هستند و به ندرت به  کارهاى سودمند می‌پردازند.   ایرانى علاوه بر خیالبافى بسیار جاه‌طلب است و تصور می‌‌کند که از حیث هوش و فطانت بر سایر ملل بسى برترى دارد ....  ایرانى بالطبع موقر و سنگین است و غالبا هم خود را خشن و عبوس نشان می‌‌دهد و به ندرت تبسمى بر لبان او ظاهر می‌‌شود. هرگاه چهره او تصادفا تغییر پیدا کند این تغییر را علامت حقارت خود می‌‌پندارد و فورا براى حفظ متانت خود که از دستورات برنامه عادى اوست، انرا برطرف می‌‌کند و گاهى براى حفظ تشخص خود در پاسخ سوال‌کننده به کلمات ساده یکنواخت اکتفا می‌‌کند تا از بزرگى و ابهت او کاسته نشود، برعکس گاهى هم جملات مصنوعى بسیار به‌‌کار می‌‌برد و فرمول‌‌هاى مختلف ادبى براى خوش‌آمد طرف به‌‌زبان می‌آورد که هیچ صداقت و واقعیت ندارند.

#### مهمان نوازی
میهمان‌نوازى ایرانى به‌‌حد کمال است و معروفیت جهانى دارد.  در کشورى که هیچ‌‌گونه ‌میهمان‌خانه و مسافرخانه وجود ندارد و کاروانسراهاى طول راه هم فاصله زیادى از هم دارند، این صفت‌ ‌میهمان‌نوازى بسى قابل تمجید و شایان تقدیر است. مالکانى که در کنار شاهراه‌ها زندگانى می‌‌کنند با کمال مهربانى و با چهره گشاده از مسافران پذیرایى می‌‌کنند.  ‌میهمان‌دارى آنها همیشه مجانى است؛ ولى رسم است که مسافر قبل از جدا شدن از میزبان انعامى به‌‌ مستخدمان او می‌‌دهد.

#### خرافات
ایران داراى معادن احجار گرانبها و ممتازى است ... ایرانیان علاقه مفرطى به این سنگ‌ریزه‌هاى گرانبها دارند و براى آنها خواصى قائلند. مسیو رینو Reinaud می‌‌نویسد: خاوریان نظر به خواصى که براى احجار قائلند، در انتخاب آنها براى تهیه مُهر یا انگشترى دقت به عمل می‌‌آورند. آنها عقیده‌ دارند که یاقوت قلب را تقویت می‌‌کند و انسان را از طاعون و صاعقه حفظ می‌‌کند و اگر آن را در زیر زبان نگاه دارند، عطش را مرتفع می‌‌سازد. زمرد براى علاج گزیدگى افعى اثر مخصوصى دارد و اگر آن را تبدیل به گرد کنند و با آب مخلوط کنند و بیاشامند از هرگونه زخم مهلکى که به واسطه سم تولید شده باشد، رهایى مى‌یابند و چون آن را به افعى نشان دهند چشمان این حیوان موذى را می‌‌ترکاند. الماس را اگر در زیر شکم ببندند، قولنج و دردهاى معده و امعا را تسکین می‌‌دهد و همچنین براى علاج مرض صرع بسیار نافع است. فیروزه قوه باصره را تقویت مى‌کند و براى درد چشم بسیار مفید است و گزش عقرب را هم معالجه مى‌کند. عقیق سلیمانى یا یمنى برحسب رنگ خواص نافعى دارد، عقیق قرمز آثار خشم و غضب را زایل مى‌کند و اگر رنگ آن صورتى و داراى خطوط سفیدى باشد، براى خون‌ریزى مفید است و قسم دیگرى هم هست که چون گرد آن را پاى دندان بریزند، درد آن را رفع مى‌کند. آهنى که رنگ آن به سرخى یا قهوه‌اى مایل باشد، مرض نقرس را معالجه مى‌کند و عمل زایمان را آسان می‌‌کند و چون گرد آن را با آب یا شیر مخلوط کنند و بخورند براى دفع هرگونه سمى نافع است. سنگ یشم و بلور دافع خواب‌‌هاى بد و موحش است.

## ترجمه به فارسی
سفرنامهٔ هانری دالمانی به زبان فارسی ترجمه شده و با مشخصات زیر به چاپ رسیده‌است:
- سفرنامه از خراسان تا بختیاری، مشتمل بر طرز زندگی، آداب و رسوم، اوضاع اداری، اجتماعی، اقتصادی، فلاحتی و صنایع ایران از زمان قدیم تا پایان سلطنت قاجاریه، ترجمه فره‌وشی (مترجم همایون)، تهران: ابن‌سینا: امیرکبیر، ‏‫‏۱۳۳۵؛ ۱۱۷۵ صفحه.